# Phyllachora fructicola
Phyllachora fructicola är en svampart som beskrevs av Henn. 1897. Phyllachora fructicola ingår i släktet Phyllachora och familjen Phyllachoraceae.   Inga underarter finns listade i Catalogue of Life.